# سیارک ۳۷۳
سیارک ۳۷۳ (به انگلیسی: 373 Melusina، نامگذاری:1893AJ) سیصد و هفتاد و سومین سیارک کشف شده‌است که در ۱۵ سپتامبر ۱۸۹۳ و در نیس کشف شد.
قدر مطلق سیارک برابر ۹٫۱۳ است.